# Mi delirio World Tour
Mi Delirio World Tour o MDWT abreviado es la primera gira musical de la cantante mexicana Anahí, hecha para promover su quinto álbum de estudio Mi delirio. La gira comenzó el 3 de noviembre en São Paulo, Brasil, recorrió a finales del año 2009 Brasil, Chile y Argentina y terminó el 23 de julio de 2011 en Monterrey, México.
En febrero de 2010 visitó por primera vez en solitario, después de RBD, el Festival Viña del Mar en Chile, visitando además países como Venezuela, Serbia, Eslovenia, Rumanía, Croacia, El Salvador, Ecuador, Perú, Bolivia, Uruguay, Ecuador, Panamá, Guatemala, Puerto Rico, República Dominicana, Costa Rica, Israel, Polonia, Bulgaria, Slovakia, Estonia, Bosnia, España, Estados Unidos, Canadá y México.
El show se estructura en varias partes divididas por interludios en los que Anahí aprovecha para cambiar de vestuario. La banda que acompaña a Anahí en los shows está formada por Matute, con Jorge D'alessio a la cabeza.
De acuerdo con Billboard, MDWT se convirtió en la séptima gira más rentable de 2010, sólo en diez conciertos asistieron más de 35 000 personas, recaudándose sólo en la primera fase de la gira más de 851 000 dólares.

## Antecedentes
En septiembre de 2009, Anahí anunció que complementaría su producción discográfica con una gira que llevaría por nombre "Mi delirio World Tour". En octubre de 2009, Anahí sube a su cuenta oficial en Youtube un video que muestra los ensayos para su tour, la cual dio comienzo en noviembre de 2009. Durante una entrevista con la revista mexicana OK!, Anahí explicó que los vestuarios que utilizó en sus conciertos fueron diseñados por ella misma y confeccionado por el diseñador mexicano Gustavo Mata. Sobre su vestuario, Anahí comentó «A veces me dicen que mis cosas están fumadas (alucinadas, fuera de control), pero no todo tiene que ser tan serio, hay que dejar que la imaginación vuele».
El 1 de noviembre de 2009, durante una entrevista con la revista Adelante Anahí comentó sobre el World Tour del disco, donde habló del comienzo en Brasil y expresó que era obra de los fanáticos, agregando «me tienen loca, los amo, el 24 de noviembre sale el disco pero ya el 3 de noviembre empieza el tour, ellos ya me están pidiendo, me están diciendo que vaya y que quieren el concierto, que no les importa que no conozcan las canciones, estoy muy feliz porque vamos a hacer un tour por un chorro de países desde noviembre hasta mediados de mayo. Así que mira, mientras tanto daremos a conocer el disco y yo en contacto directo con mi gente que es lo que más quiero. Además les prometo un concierto en grande, de mucha calidad, de mucha explosión visual, de mucha magia, de todas esas cosas que les encanta ver que yo haga en el escenario, y que lloremos y volemos, de todo». El 10 de noviembre de 2009, se subió a Youtube un video que muestra el detrás de cámaras de la cantante tocando la guitarra e interpretando «Claveles importados». El 12 de noviembre de 2009, se sube un video detrás de cámara de doce segundos, que mostró a la cantante antes de su primer concierto en Brasil, donde Anahí comenta con mucha emoción: «Es el primer show, que Dios nos bendiga y que esto sea el principio de todos nuestros sueños hechos realidad...».
En noviembre de 2009, Anahí en entrevista con Acceso Total - Walmart Soundcheck comentó sobre su gira: 

Mi tour comienza el 3 de noviembre, va a ser super loco, va a ser lleno de colores, de magia, voy a volar, voy a hacer cosas que siempre he querido, todas mis ideas y bueno voy a Brasil, Chile, Eslovenia, Rumania, España, Argentina, y bueno esta loquísimo.
Anahí en entrevista con Acceso Total - Walmart Soundcheck.

## Recepción

### Desempeño comercial

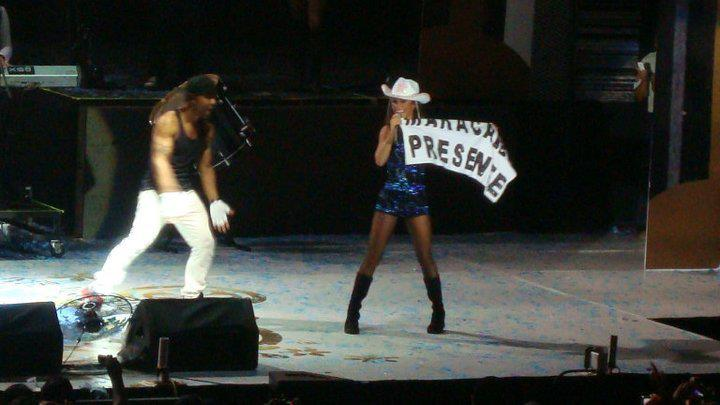
Anahí en San Cristóbal, Venezuela, 2010.

El 3 de diciembre de 2009, el sitio web chileno Cooperativa reportó que hasta ese momento se encontraban agotados los sectores a galería, platea alta y plateas laterales en el Teatro Oriente en el cual se llevaría a cabo el primer concierto de la gira en dicho país.
De acuerdo con Billboard, esta gira fue la séptima más rentable de 2010 que solo en 10 conciertos asistieron más de 35 000 personas, recaudándose solo en la primera fase del tour más de 851 000 dólares. Los conciertos otorgados el 9 de octubre de 2010 en Río de Janeiro y el 10 de octubre de 2010 en São Paulo fueron llenos totales, vendiéndose todas las entradas en ambos recintos. Durante una entrevista con Terra, Anahí anunció que rompió la marca de ventas en ambos recintos, HSBC y Vivo Río. Más tarde, SBT informó que la cantante rompió la marca de ventas impuesta por RBD en sus shows de 2008 como parte del tour Gira del Adiós. En noviembre de 2010 se colocaron a la venta los boletos para el concierto en Zagreb, Croacia, las preventas se agotaron, finalmente se tuvo que añadir más entradas a la venta. El sitio croata Top of the shops indicó que se vendió la mitad de los boletos mucho antes de que se diera comienzo a la campaña publicitaria. El concierto que sería otorgado por Anahí el 14 de diciembre de 2010 en Varsovia, Polonia se colocó en el primer puesto en ventas según el sitio polaco Kup Bilet, agotando todos los boletos, finalmente el mismo fue cancelado ya que la banda musical de la cantante no logró llegar a dicho país para el concierto y en su lugar se realizó un evento para los fanáticos.
El 6 de abril de 2011 se ponen a la venta los boletos para la presentación acústico en Monterrey, México, dos días antes del acústico las entradas fueron agotadas. La revista brasileña Quem acontece anunció que el primer lote de entradas para el concierto en São Paulo realizado en marzo de 2011 ya estaba agotado, así como también el lote del tercer sector.

### Crítica
Anna Carolina Cardoso del diario brasileño Folha de S. Paulo reseñó que si bien faltaban días para el show «en la cola, alrededor de 2000 fanes ya compiten por los mejores lugares desde la mañana. Algunos dormirán en la entrada del establecimiento de Vivo Río». Sobre el primer concierto que Anahí concedió en Rumania, Oanna del sitio iConcert reseñó: «Anahí tuvo un desempeño excepcional» comentando además que «Anahí estuvo llena de energía durante todo el concierto, bailando y corriendo de un lado a otro del escenario» y finalmente reseñó que al final del show Anahí se despidió y «el programa se completó con juego de luces y una buena organización, las piezas estaban muy bien, vale la pena como artista musical, y su etapa de interpretación». Ritmoson latino argumentó sobre el concierto otorgado por la cantante en Rumania que «Anahí ofreció un show en Bucarest, capital de Rumania, donde sus fanes se rindieron a sus pies y emocionados siguieron toda la presentación», agregando que «a pesar de la diferencia de idioma con ese país, sorprendió ver a muchos fanáticos cantar en parte las canciones de su ídolo musical». El diario Publimetro sobre el concierto concedido por la cantante en la Ciudad de México argumentó: «Gran éxito tuvo la cantante Anahí en el concierto que ofreció en esta ciudad, titulado "Mi Delirio World Tour", en el cual sus seguidores le mostraron su apoyo incondicional al cantar y bailar cada una de sus interpretaciones». La revista brasileña Teens 180 comentó que Anahí arrasó en su concierto en Brasil, agregando «Ella estaba súper sensual en un vestido corto, negro y de encaje».

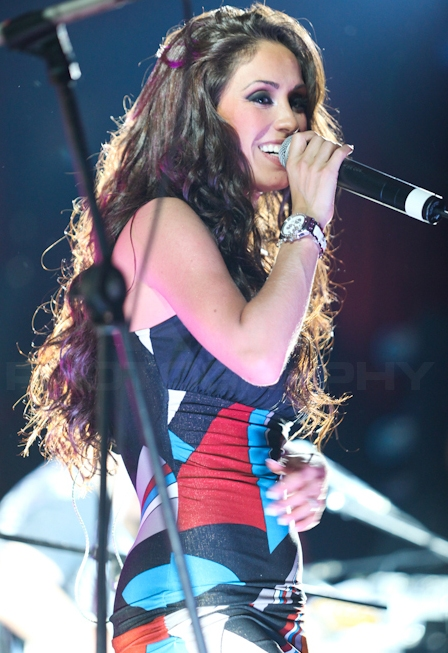
Anahí durante su presentación en Tijuana, México.

Sobre su concierto otorgado en Viña del Mar, si bien la cantante recibió críticas negativas por su actuación, Leonardo Núñez del sitio EMOL señaló que su actuación fue lo más visto en la segunda noche de Festival, sobre lo que argumentó «Si su deseo era llamar la atención, sin duda que lo logró. La ex integrante de RBD fue lo más visto de la segunda jornada de Festival, incluso más que el show energético de Don Omar. El raiting entregado esta mañana, lo dejó en claro: marcó 21 puntos de audiencia en TVN y 25 en Canal 13. Reik, por su parte, sumó 18 y 21 puntos respectivamente, mientras que el autoproclamado "rey del reguetón" se situó más abajo con 13 y 18 puntos», sobre la actuación de la misma argumentó: «La mexicana, quien enfrentó uno de los públicos más divididos de este Festival (sólo estaban los que pedían la Antorcha y los que pedían que se vaya, sin términos medios) se mostró relativamente conforme con su cometido en las horas posteriores, aunque sin proclamar un triunfo inexistente».
Sobre su concierto otorgado en Madrid, el sitio español EnLatino.com reseñó «Un público entregado vibró con el show de la artista mexicana», argumentando «La cantante demostró que la sombra de RBD no pesa sobre ella», continuando el sitio comentó que la cantante no fue a España a pasar desapercibida, por el contrario «en su concierto que celebró -hace pocas horas- la mexicana en la capital española, demostró que no quiere ser una cantante del montón y menos una sombra de RBD», y finalmente el sitio argumentó «la cantante demostró que tiene madera para llegar lejos en este difícil mundo donde pocos logran sobrevivir».

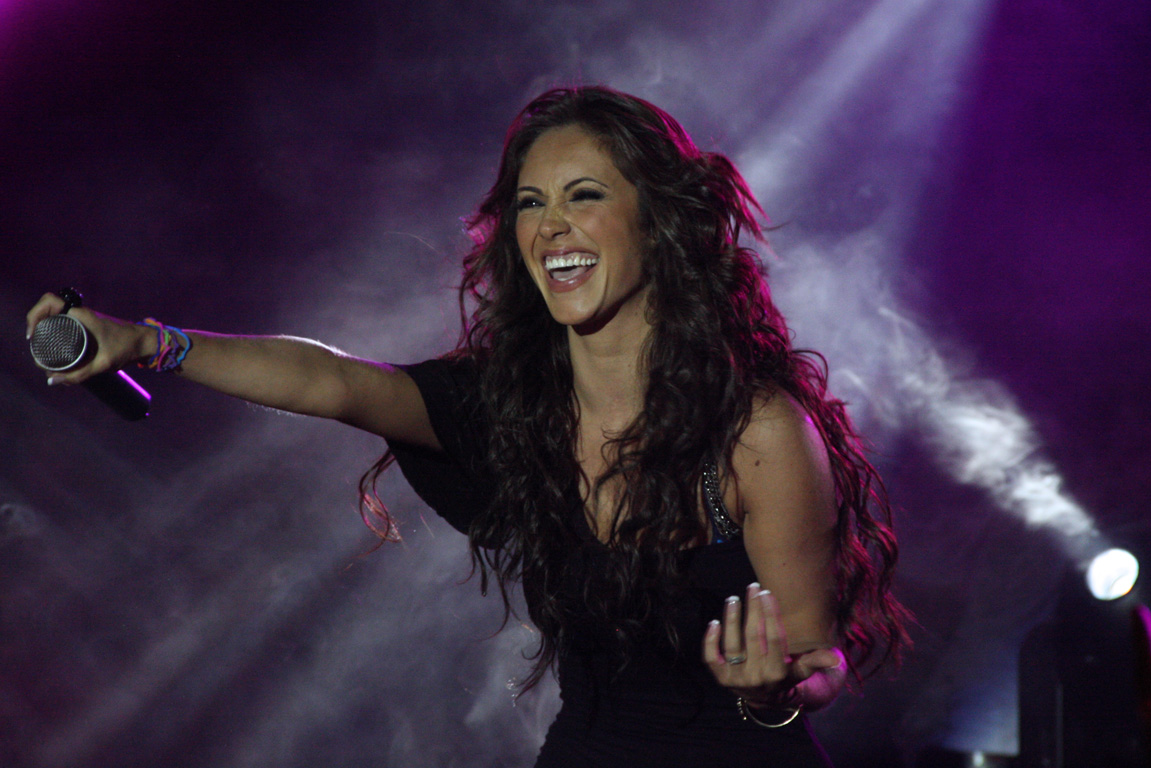
Anahí durante su concierto en Puebla, septiembre de 2010.

Sobre el segundo concierto concedido por la cantante en Rumania, Cristina Soare de iConcert argumentó que «Anahí brillaba a través de, la exuberancia y, sobre todo, el talento», reseñando que «Anahí subió al escenario sonriente delante de un público muy entusiasta». La revista Para Todos reseñó sobre sus conciertos otorgados en Brasil en 2011 «Ambas noches estuvieron llenas de magia, talento y derroche técnico en la producción», sobre la interpretación de Anahí junto a Christian Chávez comentó «El clímax que ocasionó la presencia de estos dos supertalentos en el escenario, fue único, pues estrenaron a nivel mundial el vídeo del tema LIBERTAD en el primer concierto, antes de que los cibernautas pudieran verlo en Internet horas después [...] sellando la noche de manera espectacular en la que se comprobó de nuevo la amistad y unión que existe entre estos dos ídolos juveniles».
En noviembre de 2011, Univisión la incluye en la lista "The Best of: Vestuarios usados en las giras", por su vestido negro de viuda negra utilizado durante la segunda fase del tour.

## Sinopsis
Primera fase - Mi delirio World Tour (Setlist 1)
El espectáculo comienza con un "huevo" gigante, donde se puede ver a Anahí bailando dentro mientras se escucha un ritmo introductorio junto a un juego de luces, se abre en dos, viendo a Anahí que empieza a bailar y se empiezan a escuchar los primeros compases de «Mi delirio». El escenario se oscurece y empiezan los compases de la canción «Desesperadamente sola», Anahí habla unos momentos con su público y empieza a interpretar «Algún día», los primeros versos de «Para qué» empiezan a sonar. Empieza a cantar «Tal vez después», se oscurece el escenario y Anahí aparece con un nuevo vestuario, habla con su público y sentada interpreta «Te puedo escuchar», empiezan a sonar los compases del primer Medley, interpreta «Como cada día» y «No digas nada», la banda empieza a animar a la audiencia. Empiezan los compases de la siguiente canción, Anahí aparece con un nuevo vestuario, sentada junto a sus bailarines, cantando «Él me mintió». Empiezan a sonar los compases de «Hasta que llegues tú», siendo en Chile la primera vez que la interpreta, en Brasil y Argentina en lugar de «Hasta Que Llegues Tú» se interpretó el tema «Just breathe», junto a una bandera de color azul que traía escrito el nombre de la canción, al final de la canción se realiza un truco de magia donde se la envuelve a Anahí en ella y desaparece, le siguió la canción «Superenamorándome». Anahí cambia de vestuario nuevamente y empiezan a sonar los compases de «Sálvame», en Brasil, Anahí tiene puestas unas alas y vuela por el escenario conectada a un arnés que la eleva. En Argentina y Venezuela interpretó la canción solo con las alas sin el arnés. Suenan los compases de su siguiente canción «Claveles importados», Anahí aparece con nuevo vestuario y toca la guitarra, mientras presenta a su banda. Empiezan a sonar los compases del segundo Medley donde interpreta «Así soy yo», «Extraña sensación» y «Desapareció», le siguió el truco de magia junto a la bandera azul pero no se interpretó el tema «Just breathe». Empiezan a sonar los compases de «Hasta que me conociste», aparece Anahí con nuevo vestuario mientras interpreta el primer verso de la canción. Comienzan los coros de la última canción, Anahí empieza a cantar los primeros versos de la canción, a la mitad de la canción Anahí se coloca una remera que lleva la letra "A" y empieza a tocar junto a su banda los tambores que tienen agua de colores, termina de interpretar la canción, se despide de su público y sale del escenario.
Mi delirio World Tour (Setlist 2)

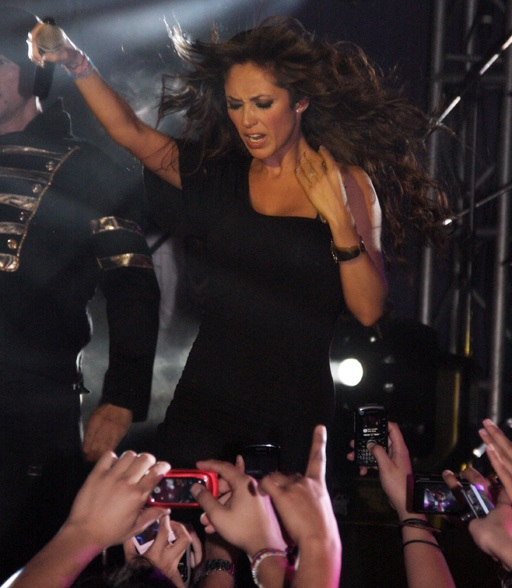
Anahí durante su presentación en el show acústico en Puebla, México.

El show es prácticamente el mismo pero con algunos cambios de escenografía, de vestuario e incorporación de nuevas canciones. La abertura del concierto se mantuvo igual para todos los países, excepto en el concierto otorgado en el Teatro Metropólitan, México donde el espectáculo comienza con el vídeo introductorio que contiene imágenes de muñecos y del video musical «Mi delirio», Anahí descendió en una estrella metálica acompañada de pirotecnia mientras cantaba el primer verso de «Mi delirio», en el mismo concierto la canción «Te puedo escuchar» es interpretada arriba de un carro adornado de flores gigantes. Se incorpora la canción «Me hipnotizas», en el Teatro Metropólitan Anahí interpretó la canción acompañada de pequeñas niñas que realizaron una coreografía, en el resto de los países la coreografía es realizada solo por la cantante. La canción «Él me mintió», a diferencia de antes, es interpretada con Anahí vestida de novia, con cuchillos en la espalda. En el setlist 2 el final del show es con la canción «Hasta que me conociste». En la canción «Superenamorándome» se incorpora como introducción de la canción un remix de la canción «Single Ladies» de Beyoncé, mientras se interactúa con el público. En este setlist se retiró la canción «Just breathe», y la bandera azul "Breathe" y el truco de magia donde se la envuelve a Anahí en ella y desaparece fue realizado durante la interpretación de «Desapareció».
Segunda fase - Mi delirio World Tour Reloaded
En la segunda fase del tour se dio una reestructuración de los shows. El espectáculo comienza con un video introducción de los shows, que muestra los ojos de la cantante en diferentes ángulos, mientras empieza el coro introductorio la pantalla muestra el logotipo de la cantante y debajo el nombre del tour, Anahí empieza a cantar el primer verso de «Para qué», estando aún detrás de la pantalla, se eleva la pantalla y muestra a Anahí mientras interpreta el estribillo de la canción. La elevación de la pantalla se dio solo en Brasil y Rumania, en los demás países Anahí canta la primera estrofa detrás del escenario y aparece cantando el estribillo mientras corre al centro.
Le sigue la interpretación de «Él me mintió», Anahí usa un vestuario similar a una viuda negra, los bailarines realizan una coreografía mientras empieza el ritmo de «Tal vez después», Anahí aparece detrás del escenario y empieza a cantar la primera estrofa de la canción. Luego empieza a cantar la primera estrofa de «Desesperadamente sola», Anahí habla con el público y empieza a interpretar «Quiero», en Brasil le siguió la interpretación de «Ni una palabra», en los demás países comenzó la interpretación del Medley, Anahí se cambia de vestuario y sentada en un sillón junto a su banda interpreta «No te quiero olvidar», «Aleph», «Sálvame» y «Hasta que llegues tú», luego interpreta su tema «Te puedo escuchar», Anahí cambia de vestuario y al igual que en la primera fase del tour empieza la introducción de la canción, un remix de la canción «Single Ladies» de Beyoncé, mientras se interactúa con el público, Anahí comienza a cantar el primer verso de «Superenamorándome». Empieza la introducción de «Claveles Importados», Anahí a la mitad de la canción presenta a su banda y bailarines, termina de cantar la canción. Anahí habla con su público y empieza a interpretar «Alérgico», en Brasil se interpretó «Hasta que me conociste», en los demás países siguió la interpretación de «Probadita de mí», que comienza con una introducción que utiliza la canción «Corazón de bombón» de Anahí, al igual que sus shows anteriores a la mitad de la canción Anahí empieza a tocar junto a su banda tambores que tienen agua de colores, termina de interpretar la canción. En Brasil y México le sigue la interpretación de «Mi delirio», en Argentina en cambio interpreta por primera vez «Pobre tu alma», donde a mitad de la canción los bailarines traen un muñeco Vudú gigante, Anahí empieza a cantar mientras le clava alfileres gigantes, termina la canción y empieza la introducción que utiliza fragmentos de otra canción, suena una alarma, y Anahí empieza a interpretar «Mi delirio» utilizando una camisa de fuerza, cuando termina el primer estribillo los bailarines retiran la camisa de fuerza y donde se deja ver el nuevo vestuario, Anahí empieza a bailar mientras interpreta el resto de la canción. El escenario se oscurece y Anahí empieza a interpretar la versión remix de «Me hipnotizas», se despide de su público y sale del escenario.
Tercera fase - Go Any Go Tour (Setlist 1)
El espectáculo comienza con un video introductorio que muestra la historia de unos muñecos Vudú, «Sebastian's Voodoo» de Joaquín Baldwin, empieza a sonar el ritmo de la primera canción mientras se muestran imágenes en la pantalla, Anahí desciende al escenario sujetada por un arnés, con un vestuario similar a una muñeca Vudú, comienza a interpretar «Pobre tú alma» mientras realiza una coreografía, el escenario se oscurece y comienza a verse en la pantalla palabras coordinadas con la animación de la banda que repiten «If i say Any, you say go, Any go, Any go. Go Any Go Any Go» y empieza a sonar la introducción del remix de la canción «Single Ladies» de Beyoncé, utilizada en las otras fases, Anahí aparece con un nuevo vestuario y empieza a interpretar «Superenamorándome», Anahí abandona el escenario, cuando regresa empieza a interpretar «Quiero». Se oscurece el escenario y aparece Anahí junto a Christian Chávez y empiezan a interpretar juntos «Feliz cumpleaños», Anahí vuelve a aparecer en el escenario con un vestuario diferente e interpreta el primer Medley, «No te quiero olvidar», «Aleph» y «Hasta que llegues tú». Anahí habla con su público e invita al escenario a Penya, comienzan a interpretar «Te puedo escuchar», comienza a sonar el ritmo de la siguiente canción, en la pantalla se ven imágenes de fanes de todo el mundo, comienza a cantar el primer verso detrás del escenario y luego aparece caminando interpretando «Gira la vida» mientras las fotos siguen pasando, los bailarines comienzan a arrojar pelotas inflables de colores al público, Anahí sale del escenario y mientras se escucha la repetición del último estribillo las fotos se unen y forman una imagen de Anahí. Comienza a sonar el ritmo de la siguiente canción, Anahí sale al escenario utilizando un vestido de noche color rojo, empieza a interpretar una versión balada de «Él me mintió», a la mitad de la canción el ritmo aumenta y empieza a cantar la versión original, de una forma dramática, acompañada de un juego de luces. Anahí abandona el escenario, luego aparece acompañada de Noel Schajris, comienzan a interpretar «Alérgico» y luego un Medley conformado por «Entra en mi vida» y «Te vi venir». Anahí abandona el escenario, empieza a sonar el ritmo de la siguiente canción, un remix al estilo 80´s, aparece con nuevo vestuario y empieza a interpretar «Ni una palabra», realizando una coreografía mientras canta, se utilizó Samples de la canción Barbra Streisand, Anahí vuelve a salir del escenario, empieza a sonar un ritmo estilo Cabarét, Anahí surge vestida como una artista de cabaret, interpretando una versión acústica/cabaret de «Mi delirio», mientras las bailarinas realizan una coreografía sensual al igual que la cantante. En este setlist se utilizó la misma introducción utilizada en la fase anterior, luego surge Anahí con un vestuario nuevo y comienza a interpretar «Para qué» mientras en la pantalla se ve el video de la canción filmado en un show de la fase anterior, la cantante habla con su público y empieza a interpretar «Sálvame». El escenario se oscurece y se empieza a ver el video del sencillo, comienza el ritmo y aparece Anahí junto Christian Chávez, con nuevo vestuario, utilizado en el video de la canción, interpretan juntos «Libertad», se vuelve a oscurecer el escenario y Anahí, con nuevo vestuario, empieza a interpretar la versión remix de «Me hipnotizas», luego Anahí cambia una parte de su vestuario y empieza a cantar en portugués, un cover de la canción Chorando se foi, se despide de su público, agradece y se va del escenario.
Go Any Go Tour (Setlist 2)
El show es prácticamente el mismo pero con algunos cambios de escenografía, de vestuario y eliminación de algunas canciones. La abertura del concierto se mantuvo igual con la diferencia, de que Anahí no desciende al escenario, aparece caminando por detrás del escenario. La canción «Te puedo escuchar» fue interpretada dentro del Medley, se retiró la canción «Feliz cumpleaños» al igual que «Libertad». La canción «Alérgico» fue interpretada solo por Anahí.

## Información

### Primera fase: Mi delirio World Tour

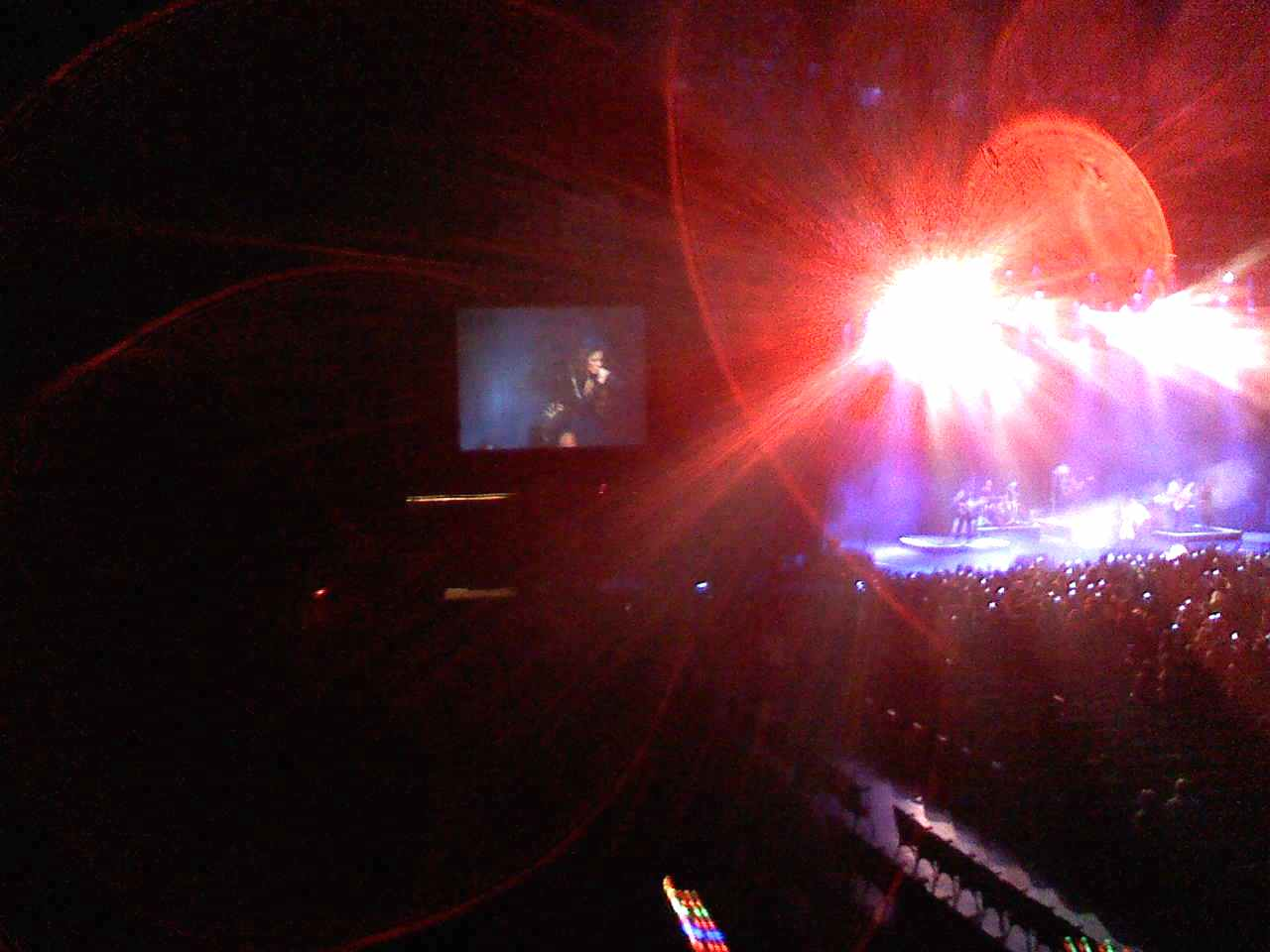
Anahí interpretando «Sálvame» durante MDWT.

La gira tuvo su debut el 3 de noviembre de 2009 en São Paulo, Brasil, con más de 3000 personas y su fin el 25 de marzo de 2010 en el Teatro Metropólitan de la Ciudad de México.
Además de Sao Paulo, las otras ciudades brasileñas que visitó la gira, fueron Río de Janeiro el 5 de noviembre, y Fortaleza el 7 de noviembre de 2009. Anahí tenía dos conciertos más en dos ciudades, Brasilia y Porto Alegre, pero debido a las bajas ventas los espectáculos fueron cancelados. El 5 de diciembre de 2009, Anahí se presentó en Buenos Aires, Argentina y el 6 de diciembre se presentó en Chile. Posteriormente en el mes de febrero estuvo presente en el Festival Viña del Mar, donde presentó un repertorio con temas de RBD y otros de su nuevo trabajo en solitario "Mi delirio", con el que se encontraba en plena gira. El 31 de enero, Anahí se presentó por primera vez ante 17 000 mil personas en Caracas, Venezuela.
El 6 de febrero de 2010, Anahí canto por primera vez en El Salvador desde su separación con RBD, presentando su nuevo trabajo como solista en el Teletón, llevado a cabo en el Gimnasio Nacional de dicho país.
En marzo de 2010, Anahí dio tres conciertos en Europa, comenzando en Serbia el 10 de marzo, Eslovenia el 12 de marzo y Rumania el 13 de marzo. El concierto otorgado en Rumania fue transmitido por el canal Acasa TV. Ese mismo mes, Anahí cantó por vez primera en México desde la separación de RBD. Fueron tres conciertos, uno en Monterrey el 20 de marzo, una en Guadalajara el 21 de marzo y terminando el recorrido en la Ciudad de México el 25 de marzo en el teatro Metropólitan, en el cual descendió en una estrella metálica acompañada de pirotecnia, dicho concierto contó con la presencia de varios invitados, entre ellos, Amanda Miguel, con quien interpretó el tema «Él me mintió», ambas vestidas de novias. Junto a Mario Sandoval cantó «Hasta que me conociste», y con su sobrina, Ana Paula la canción «Así soy yo». Interpretó arriba de un carro adornado de flores gigantes, el tema «Te puedo escuchar», la cual compuso para su amigo, quien falleció en un accidente automovilístico, al finalizar la interpretación la cantante no pudo contener las lágrimas. El dinero recaudado en los tres conciertos fue donado por Anahí a las víctimas del Terremoto de Chile de 2010. La cantante compartió en su cuenta oficial en Youtube la presentación en vivo de «Probadita de mí», filmado durante dicho concierto.
La apertura de la gira estuvo en manos del grupo mexicano Matute. En el concierto se interpretó una nueva versión de las canciones «Superenamorándome» y «Desesperadamente sola» de su cuarto álbum en solitario, Baby Blue.

### Segunda fase: Mi delirio World Tour Reloaded

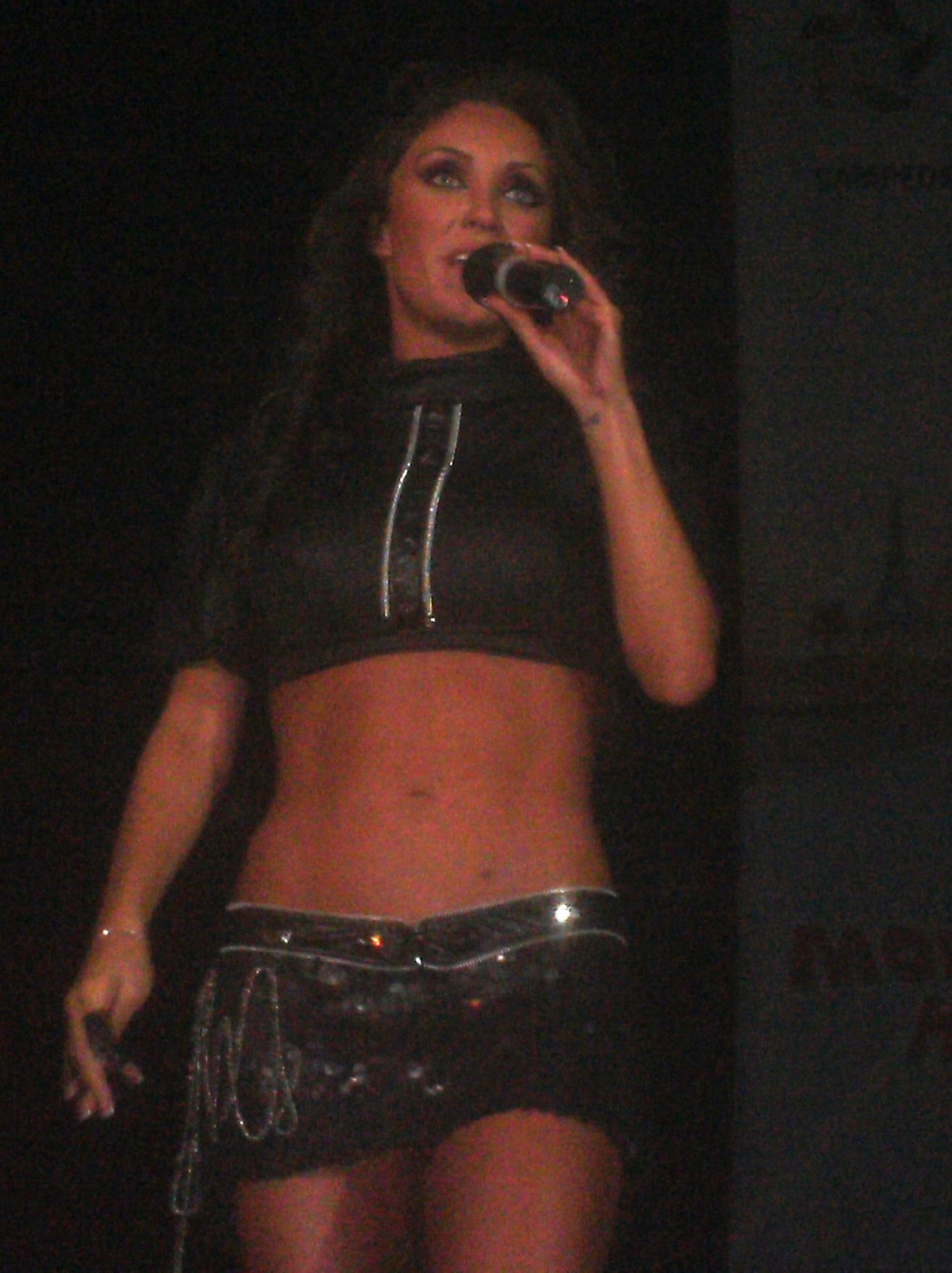
Anahí durante su concierto en Buenos Aires, Argentina, 2010.

La segunda fase de la gira fue llamada "Mi delirio World Tour Reloaded". Inició el 9 de octubre de 2010 en Río de Janeiro, Brasil. Y finalizó el 2 de marzo de 2011 en Veracruz, México. En diciembre, la gira visitó Europa; el primer show fue en Madrid el 11 de diciembre de 2010, el escritor Paulo Coelho iba a presenciar este show pero por problemas de su vuelo de avión no llegó a tiempo, contó además con la participación del cantante Jaime Terrón, de la agrupación española Melocos. Otros países europeos que recibieron la visita fueron Rumanía, Croacia y Serbia. Dichas presentaciones contaron con la participación del cantante guatemalteco Penya. El concierto en Serbia fue transmitido por TV Pink.
El DVD de la gira fue grabado en Sao Paulo el 10 de octubre de 2010 con más de 6000 personas y se esperaba su salida a finales de 2010, luego informaron a los fanes que su lanzamiento sería en diciembre de 2011; la salida del DVD fue cancelada por motivos que todavía se desconocen. El video de la canción «Para qué» fue grabado en el DVD y lanzado como video oficial del sencillo el 13 de abril de 2011. En su canal oficial en Youtube la cantante compartió parte del DVD, algunas de las canciones subidas fueron «Mi delirio», «Alérgico» y «Él me mintió».
El 22 de enero de 2011, Anahí vuelve a presentarse en Venezuela esta vez en San Cristóbal ante más de 22 000 personas en la Feria Internacional de San Sebastián. Al igual que en "Mi delirio World Tour", la apertura estuvo a cargo del grupo Matute. Además, Anahí brindó un concierto especial para sus fanes de Argentina el 1 de diciembre de 2010. Interpretando en el evento "LG Mobile World Cup" por primera vez la canción «Pobre tu alma» incluida en la edición deluxe de su álbum Mi delirio. El concierto en Argentina fue transmitido por Qmúsica. En el show acústico del 9 de febrero de 2011, en México, Anahí canto junto a Noel Schajris el sencillo «Alérgico» y junto a Mario Sandoval la canción «Aleph» que compusieron para el libro "O Aleph" de Paulo Coelho.

### Tercera fase: Go Any Go
La tercera y última fase de la gira inició el 26 de marzo de 2011 en São Paulo, Brasil. El 27 de marzo, en Río de Janeiro, contó con la colaboración de Christian Chávez, cantante y excompañero de RBD, y también de Noel Schajris y Penya. En Brasil, cantó junto a Christian Chávez las canciones «Feliz cumpleaños» y «Libertad», «Te puedo escuchar» con Penya y «Alérgico» junto a Noel Schajris. La gira también se presentó en México, ofreciendo sus cuatro últimos conciertos en la Ciudad de México, Querétaro y Monterrey, donde Anahí cantó junto a Christian Chávez la canción «Libertad» tanto en Monterrey como en la Ciudad de México. Al igual que en las fases anteriores, la apertura fue por parte de "Matute".

## Apertura
La apertura de la gira estuvo en manos del grupo mexicano "Matute". A su vez es, además, la banda que acompaña a la cantante a lo largo de la gira. Miembros:
- Jorge D'Alessio  – Dirección musical, Teclado
- Jean Paul Bideau – Guitarra eléctrica
- Ignacio "nacho" Izeta  – Guitarra eléctrica, Vocalista
- Pepe Sánchez – Teclado
- Luis Irving Regalado – Batería
- Yvonne "Tana" Planter – Vocalista, Coros
- Paco "El Oso" Morales  – Bajo

## Repertorio
| Mi delirio World Tour |
| --- |
| Setlist 1 - Intro: banda Matute 1. Apertura 2. Mi delirio 3. Desesperadamente sola 4. Algún día 5. Para qué 6. Tal vez después 7. Te puedo escuchar 8. Medley 1: 1. Como cada día 2. No digas nada 9. Él me mintió 10. Just breathe 11. Mala suerte (sólo en Brasil) 12. Superenamorándome 13. Sálvame 14. Hasta que llegues tú (solo en Chile y Venezuela) 15. Claveles importados 16. Medley 2: 1. Así soy yo 2. Extraña sensación 3. Desapareció 17. Hasta que me conociste 18. Encerramento: Probadita de mí Setlist 2 - Intro: banda Matute 1. Abertura 2. Mi delirio 3. Para qué 4. Desesperadamente sola 5. Algún día 6. Tal vez después 7. Medley 1: 1. Como cada día 2. No digas nada 8. Te puedo escuchar 9. Hasta que llegues tú 10. Superenamorándome 11. Él me mintió 12. Sálvame 13. Claveles importados 14. Me hipnotizas 15. Medley 2: 1. Así soy yo 2. Extraña sensación 3. Desapareció 16. Probadita de mi 17. Encerramento: Hasta que me conociste Live Festival de Viña del Mar - Intro: Matute Band 1. Abertura 2. Mi delirio 3. Sálvame 4. Medley: 1. Un poco de tu amor 2. Tras de mí 3. Desapareció 5. Él me mintió |

| Mi delirio World Tour Reload |
| --- |
| - Intro: banda Matute 1. Abertura 2. Para qué 3. Él me mintió 4. Tal vez después 5. Desesperadamente sola 6. Quiero 7. Ni una palabra (solo en Río de Janeiro, Brasil) 8. Medley: 1. No te quiero olvidar 2. Aleph 3. Sálvame 4. Hasta que llegues tú 9. Te puedo escuchar 10. Superenamorándome 11. Claveles importados Presentación banda Matute 12. Alérgico 13. Hasta que me conociste (solo en São Paulo, Brasil) 14. Probadita de mí 15. Pobre tu alma (solo en Europa, Argentina, Venezuela y México) 16. Mi delirio 17. Encerramento: Me hipnotizas |

| Go Any Go Tour |
| --- |
| Setlist 1 - Intro: banda Matute 1. Abertura 2. Pobre tu alma 3. Superenamorándome 4. Quiero 5. Feliz cumpleaños (Con Christian Chávez) (solo en Brasil) 6. Medley: 1. No te quiero olvidar 2. Aleph 3. Hasta que llegues tú 7. Te puedo escuchar (Con Penya) 8. Gira la vida 9. Él me mintió 10. Alérgico (Con Noel Schajris) (solo en Brasil y México) 11. Entra en mi vida/Te vi venir (Con Noel Schajris) (solo en Brasil) 12. Ni una palabra (Remix 80) 13. Mi delirio (Acústica) 14. Para qué 15. Sálvame 16. Libertad (Con Christian Chávez) (solo en Brasil y México) 17. Me hipnotizas (Remix) Encerramento: Chorando se foi Setlist 2 - Intro: banda Matute 1. Abertura 2. Pobre tu alma 3. Superenamorándome 4. Quiero 5. Medley: 1. No te quiero olvidar 2. Aleph 3. Hasta que llegues tú 4. Te puedo escuchar 6. Él me mintió 7. Alérgico 8. Ni una palabra (Remix 80) 9. Mi delirio (Cabaret Versión) 10. Para qué 11. Sálvame 12. Me hipnotizas (Remix) 13. Encerramento: Chorando se foi |

Invitados especiales
- El 25 de marzo de 2010 interpretó junto a Amanda Miguel «Él me mintió» y junto a Mario Sandoval «Hasta que me conociste».
- El 9 de febrero de 2010 interpretó junto a Mario Sandoval el tema «Aleph».
- El 11 de diciembre de 2010 interpretó junto al cantante Jaime Terrón el tema «No te quiero olvidar».
- El 17, 19 y 20 de diciembre de 2010 interpretó junto a Penya el tema «Te puedo escuchar».
- El 9 de febrero de 2011 interpretó junto a Noel Schajris el sencillo «Alérgico».
- El 26 y 27 de marzo de 2011 interpretó junto a Christian Chávez «Feliz cumpleaños» y «Libertad» durante la tercera fase del tour, junto a Penya el tema «Te puedo escuchar» y junto a Noel Schajris los temas «Alérgico», «Entra en mi vida» y «Te vi venir».

## Fechas
| 3 de noviembre de 2009   | São Paulo        | Brasil         | HSBC Brasil                                   | Matute   |
| 4 de noviembre de 2009   | São Paulo        | Brasil         | Carioca Club                                  | Matute   |
| 5 de noviembre de 2009   | Río de Janeiro   | Brasil         | Vivo Río                                      | Matute   |
| 6 de noviembre de 2009   | Río de Janeiro   | Brasil         | Scala Río                                     | Matute   |
| 7 de noviembre de 2009   | Fortaleza        | Brasil         | Siará Hall                                    | Matute   |
| 5 de diciembre de 2009   | Buenos Aires     | Argentina      | Luna Park                                     | Matute   |
| 6 de diciembre de 2009   | Santiago         | Chile          | Teatro Oriente                                | Matute   |
| 31 de enero de 2010      | Caracas          | Venezuela      | Hipódromo La Rinconada                        | Festival |
| América Central          |                  |                |                                               |          |
| 6 de febrero de 2010     | San Salvador     | El Salvador    | Gimnasio Nacional                             | N/A      |
| América del Sur          |                  |                |                                               |          |
| 23 de febrero de 2010    | Viña del Mar     | Chile          | Anfiteatro Quinta Vergara                     | Festival |
| Europa                   |                  |                |                                               |          |
| 10 de marzo de 2010      | Belgrado         | Serbia         | Dom Sindikata                                 | Matute   |
| 12 de marzo de 2010      | Liubliana        | Eslovenia      | Hala Tivolli                                  | Matute   |
| 13 de marzo de 2010      | Bucarest         | Rumania        | Sala Palatului                                | Matute   |
| América del Norte        |                  |                |                                               |          |
| 18 de marzo de 2010      | Toluca           | México         | Zócalo de Toluca                              | N/A      |
| 20 de marzo de 2010      | Monterrey        | México         | Auditório Luiz Elizondo                       | Matute   |
| 21 de marzo de 2010      | Guadalajara      | México         | Teatro Galerías                               | Matute   |
| 25 de marzo de 2010      | Ciudad de México | México         | Teatro Metropólitan                           | Matute   |
| 24 de abril de 2010      | Tuxtla           | México         | El Escenario                                  | N/A      |
| 27 de mayo de 2010       | Aguascalientes   | México         | Plaza de Toros                                | N/A      |
| 9 de junio de 2010       | Ciudad de México | México         | Ritmoson Latino Estudios                      | N/A      |
| 6 de julio de 2010       | Guadalajara      | México         | La Marcha Discoteca                           | N/A      |
| 7 de julio de 2010       | San Diego        | Estados Unidos | House of Blues                                | N/A      |
| 4 de septiembre de 2010  | Ciudad de México | México         | Teatro Chino de Six Flags México              | N/A      |
| 9 de septiembre de 2010  | Puebla           | México         | RK Puebla                                     | N/A      |
| 15 de septiembre de 2010 | Los Ángeles      | Estados Unidos | Huntington Park                               | N/A      |
| 22 de septiembre de 2010 | Puebla           | México         | Explanada del Complejo Cultural Universitario | N/A      |
| América del Sur          |                  |                |                                               |          |
| 6 de octubre de 2010     | Fortaleza        | Brasil         | Siará Hall                                    | Matute   |
| 7 de octubre de 2010     | Brasília         | Brasil         | Hype Lounge                                   | Matute   |
| 9 de octubre de 2010     | Río de Janeiro   | Brasil         | Vivo Río                                      | Matute   |
| 10 de octubre de 2010    | São Paulo        | Brasil         | HSBC Brasil                                   | Matute   |
| 11 de octubre de 2010    | Porto Alegre     | Brasil         | Opinião                                       | Matute   |
| América del Norte        |                  |                |                                               |          |
| 18 de octubre de 2010    | Ciudad de México | México         | Voila Antara                                  | N/A      |
| 20 de octubre de 2010    | Tijuana          | México         | Tiffany's                                     | N/A      |
| 6 de noviembre de 2010   | Tabasco          | México         | La Condesa                                    | N/A      |
| América del Sur          |                  |                |                                               |          |
| 1 de diciembre de 2010   | Buenos Aires     | Argentina      | Luna Park                                     | N/A      |
| 4 de diciembre de 2010   | Guayaquil        | Ecuador        | Teatro Centro de Arte                         | N/A      |
| Europa                   |                  |                |                                               |          |
| 11 de diciembre de 2010  | Madrid           | España         | Palacio municipal                             | Matute   |
| 17 de diciembre de 2010  | Bucarest         | Rumania        | Arenele Romane INDOOR                         | Matute   |
| 19 de diciembre de 2010  | Zagreb           | Croacia        | Aquarius Club                                 | Matute   |
| 20 de diciembre de 2010  | Belgrade         | Serbia         | Beogradska Arena                              | Matute   |
| América del Sur          |                  |                |                                               |          |
| 22 de enero de 2011      | San Cristóbal    | Venezuela      | Plaza de Toros                                | Matute   |
| América del Norte        |                  |                |                                               |          |
| 29 de enero de 2011      | Ciudad de México | México         | Palacio de los Deportes                       | N/A      |
| 9 de febrero de 2011     | Ciudad de México | México         | Amapola Cabaret                               | N/A      |
| 2 de marzo de 2011       | Veracruz         | México         | Auditorio Benito Juárez                       | N/A      |
| América del Sur          |                  |                |                                               |          |
| 7 de marzo de 2011       | Ambato           | Ecuador        | N-Vidia Club                                  | N/A      |
| América del Sur          |                  |                |                                               |          |
| 26 de marzo de 2011      | São Paulo        | Brasil         | Vía Funchal                                   | Matute   |
| 27 de marzo de 2011      | Río de Janeiro   | Brasil         | Vivo Río                                      | Matute   |
| América del Norte        |                  |                |                                               |          |
| 24 de abril de 2011      | Querétaro        | México         | Festival de Querétaro                         | N/A      |
| 30 de abril de 2011      | Monterrey        | México         | Element Live Bar                              | N/A      |
| 12 de mayo de 2011       | Ciudad de México | México         | Centro Banamex                                | N/A      |
| 23 de julio de 2011      | Monterrey        | México         | Roomies Club                                  | N/A      |

Notas
1. ↑  Este concierto formó parte del festival "Solid Fest".
2. ↑  Este concierto formó parte del Teletón El Salvador.
3. ↑  Este concierto formó parte del Festival Internacional de la Canción de Viña del Mar.
4. ↑  Este concierto formó parte de "El Evento 40".
5. ↑  Este concierto formó parte de "The Musical Cry of Independence".
6. ↑  Este concierto formó parte de "Cantémosle a Veracruz".
7. ↑  Este concierto formó parte de "La Tocada Pulsar FM".
8. ↑  Este concierto formó parte del "LG Mobile World Cup".
9. ↑  Este concierto formó parte de Teletón Ecuador.
10. ↑  Este concierto formó parte de "Evento Oye 98.7".
11. ↑  Este concierto formó parte del "Encuentro Fusión Oye", con Christian Chávez.

Cancelaciones y reprogramación de shows
| 4 de diciembre de 2009  | Asunción, Paraguay | Club Sol de Aerica | Cancelado                                   |
| 18 de junio de 2010     | Caracas, Venezuela | Centro Sambil      | Cancelado por problemas con el promotor.    |
| 14 de diciembre de 2010 | Varsovia, Polonia  | Stodoła            | Cancelado por ausencia de la banda musical. |

## Recaudaciones
| Lugar                  | Ciudad           | Entradas vendidas/disponibles | Recaudación |
| ---------------------- | ---------------- | ----------------------------- | ----------- |
| Hipódromo La Rinconada | Caracas          | 15 000 / 15 000 (1/1)         | US$210 162  |
| Expochihuahua          | Chihuahua        | 3000 / 3000 (1/1)             | US$30 000   |
| Dvorana Doma Sindikata | Belgrado         | 1265 / 1600 (1/0)             | US$63 240   |
| Hala Tivoli            | Liubliana        | 1003 / 1300 (1/0)             | US$57 362   |
| Sala Palatului         | Bucarest         | 1437 / 1500 (1/0)             | US$74 890   |
| Centro Liberty         | Bucarest         | 4000 / 4000 (1/1)             | US$20 450   |
| Teatro Luis Elizondo   | Monterrey        | 2500 / 2500 (1/1)             | US$133 174  |
| Teatro Galerías        | Guadalajara      | 2000 / 2000 (1/1)             | US$114 776  |
| Teatro Metropólitan    | Ciudad de México | 3200 / 3200 (1/1)             | US$147 656  |
| Total                  | Total            | 33 405 / 34 100 (95%)         | US$851 710  |

Notas
1. ↑  Billboard reportó el 22 de abril de 2010 las ganancias del tour del 31 de enero al 25 de marzo. Esta cifra no incluye los conciertos realizados en 2009 ni los realizados posterior al 25 de marzo de 2010.[2]